# Thomas (azienda)
Thomas è un marchio tedesco di articoli per la tavola, parte del gruppo Rosenthal.

## Storia
Fritz Thomas, socio nell'azienda "Porzellanfabrik Jaeger, Thomas & Co.", fondata nel 1872 presso Marktredwitz, in Baviera, lascia l'azienda nel 1892 per fondare, nel 1903, la "Porzellanfabrik Marktredwitz Thomas & Ens".
Le nuove idee di Thomas portano immediato successo all'azienda, e dopo l'uscita dalla società di Ens nel 1907, l'anno successivo Thomas viene acquisita da Rosenthal. Dai 400 dipendenti nel 1913, l'azienda passa ai mille nel 1930 e si attesta ai 750 poco prima della Seconda guerra mondiale, nel 1937.
Negli anni cinquanta la fabbrica viene spostata nella sede di Speichersdorf, e nel 1985 la facciata di 220 metri dell'edificio viene decorata dall'architetto Marcello Morandini.

## Design
Fino agli anni ottanta il marchio Thomas è stato orientato verso lo stile scandinavo, come per il servizio Scandic di Herta Bengston, premiata al Concorso internazionale della ceramica d'arte contemporanea di Faenza (1972). Successivamente le linee Thomas vengono influenzate dal design britannico, ad esempio con la collaborazione di David Queensberry e Martin Hunt per Loft, insignito dell'Internationaler Designpreis Baden-Württemberg (2002). Per Thomas hanno inoltre collaborato i designer Konstantin Grcic per Coup, che ha ricevuto il Good Design Award (2003) e l'iF International Forum Design (2004) e Stefan Diaz per Genio e Tema, entrambi premiati con il Red Dot Design Award e l'iF International Forum Design (2005), e per Shuttle, vincitore del Designpreis der Bundesrepublik Deutschland (2008).